# Kempkensberg (heuvel)
De Kempkensberg was een hoogte ten zuiden van de stadsmuren van de Nederlandse stad Groningen. Naar dit toponiem zijn de straat Kempkensberg, het in 2011 gesloopte rijkskantorencomplex Kempkensberg/Engelse Kamp en het huidige kantorencomplex Kempkensberg genoemd. 

## Locatie

### Oorspronkelijke opvatting
Lange tijd werd gedacht dat deze heuvel zich bevond ter hoogte van het noordelijke deel van het Sterrebos. Deze gedachte gaat mogelijk terug op een noot van Robertus Keuchenius Driessen in zijn postuum uitgegeven werk Monumenta Groningana (deel 4), waarin hij schrijft dat deze hoogte, die wordt genoemd in een oorkonde uit 1373 'buiten twijfel' behoorde tot de hoogten buiten de Ooster- en Herepoort die in de 17e eeuw werden geslecht na het beleg van de bisschop van Münster in 1672. Onder andere archivaris Johan Adriaan Feith zou dit verhaal hebben overgenomen en verder uitgewerkt hebben in diverse artikelen, waarmee het aan populariteit won. In 1969 liet de stad Groningen de naam toekennen aan de gelijknamige straat Kempkensberg verwijzend naar "de destijds ter plaatse van het noordelijke gedeelte van het Sterrebos gelegen Kempkensberg, welke hoogte bij de belegering van de stad in vroegere eeuwen een belangrijke rol heeft gespeeld".
In 2022 schreef historicus Jan van den Broek echter dat deze ligging onwaarschijnlijk is. In de stukken over de 17e-eeuwse belegering en de afgraving van de hoogten komt de naam Kempkensberg namelijk niet voor. De naam Kempkensberg wordt volgens hem namelijk niet meer genoemd in primaire bronnen van na de 15e eeuw en de 14e- en 15e-eeuwse stukken waarin de hoogte dan wel staat lijken betrekking te hebben op het gebied tussen de 13e-eeuwse stadsmuur ten noorden van het Gedempte Zuiderdiep en het Bolwerk van 1470. De hoogte wordt ook genoemd in 1400 toen de stad werd aangevallen door troepen van Frederik van Blankenheim, die de stadsmuren vanaf de hoogte liet beschieten met 'bussen' (kanonnen), die vermoedelijk slechts een beperkt bereik hadden en dus waarschijnlijk niet bij het Sterrebos ruim een kilometer zuidelijker stonden.

### Vermoedelijke locatie
Van den Broek vermoedt dat de hoogte betrekking heeft op het hoger gelegen deel van de Groninger Zuides rondom de Ypenmolendrift (de zogeheten 'Middenwand') tussen de 13e-eeuwse Herepoort en de Oosterpoort, die op de hoogtekaarten zichtbaar is. Deze es was verdeeld in kampen (omheinde percelen; ook kämpkens), wat de naam zou verklaren. Ubbo Emmius had in de 17e eeuw een andere verklaring. Volgens hem noemden de ingezetenen de plek 'Kempius heuvel'. Van den Broek denkt dat hij daarbij dacht aan een persoonsnaam Kempius die terug zou gaan op rechtsgeleerde Cornelius Kempius en noemt deze associatie 'ongetwijfeld onjuist'.